# Лоба, Аке (писатель)
Аке Лоба (фр. Aké Loba; 15 августа 1927, Абиджан, Берег Слоновой Кости — 2 августа 2012, Экс-ан-Прованс, Франция) — ивуарийский писатель
, политик и дипломат.

## Биография
Сын племенного вождя, в 1939 году получил образование в государственной начальной школе, но суровость учителя, который постоянно прибегал к порке, подтолкнула его к бегству в родную деревню, где он оставался до 1947 года. В том же году он уехал во Францию, чтобы изучать сельское хозяйство; работал в течение года на бретонской ферме недалеко от Кемпера, а затем провел шесть месяцев в Босе и поселился в Париже в 1948 году. Работал в торговом доме посыльным, кассиром и, наконец, бухгалтером с 1956 года. Одновременно продолжал учебу и получил степень бакалавра в 1958 году. С 1959 по 1961 год изучал дипломатию в Институте политических исследований в Париже. Занимал должность секретаря посольства в Бонне с 1961 по 1965 год, затем был назначен советником посольства в Риме с 1965 по 1970 год.
Член Демократической партии Берега Слоновой Кости. Занимался дипломатической и политической деятельностью, которая продлилась более двух десятилетий: жил между Германией , Италией , Францией и Кот-д’Ивуаром.
Франкоязычный прозаик. Его самое известное произведение автобиографический роман «Кокумбо — черный студент» (1960) и «Сыновья Куречи» (1970). В 1961 году книга «Кокумбо» была удостоена первой премии Гран-при литературной премии чёрной Африки (фр. Grand prix littéraire d’Afrique noire),
который с юмором повествует о парижских странствиях персонажа в конце 1950-х годов на фоне культурного шока, ностальгии и разочарования, участвует в демистификации идеализированного Запада.
С 1985 по 1990 год был депутатом единственной политической партии страны и мэром коммуны Абобо в составе Абиджана.

## Избранная библиография
- 1960 : Kocoumbo, l’étudiant noir, Paris, Flammarion
- 1966 : Les fils de Kouretcha, Brussels, Editions de la Francité
- 1973 : Les Dépossédés, Brussels, Editions de la Francité
- 1990: Le Sas des Parvenus (триллер), Paris, Flammarion